# Patung Yesus Memberkati
Patung Yesus Memberkati (que en indonesio quiere decir: Estatua de Jesús Bendiciendo; en lengua Manado Kristus kase Berkat) es una estatua de Jesucristo en la ciudad de Manado, en el país asiático de Indonesia. La estructura se encuentra a 50 metros (158,3 pies) de altura y consta de 20 metros de pedestal y 30 metros de estatua. Está hecho de 25 toneladas de fibra metálica y 35 toneladas de acero, y se encuentra en la cima de la urbanización CitraLand. Esta estatua se ha convertido en un nuevo icono de la ciudad de Manado y a partir de 2010, es la segunda estatua de cristo más alta de Asia y la cuarta del mundo (excluyendo el pedestal).